# Ahilya townesorum
Ahilya townesorum är en stekelart som beskrevs av Gupta 1983. Ahilya townesorum ingår i släktet Ahilya och familjen brokparasitsteklar. Inga underarter finns listade i Catalogue of Life.